# Kylie Ireland
Kylie Ireland (ur. 26 maja 1970 w Longmont) – amerykańska aktorka i reżyserka filmów pornograficznych.
Imię Kylie zaczerpnęła od australijskiej piosenkarki Kylie Minogue, a nazwisko Ireland wybrała z powodu jej pochodzenia irlandzkiego.

## Życiorys

### Wczesne lata
Urodziła się w małym mieście Longmont w stanie Kolorado. Jej rodzice rozwiedli się, gdy miała 13 lat. Do piętnastego roku życia pozostała ze swoim ojcem. Ten, kiedy zaczęła eksperymentować z narkotykami, odesłał ją do matki, mieszkającej w San Diego. Kylie udało się poprawić oceny, ukończyć szkołę średnią i rozpocząć naukę w college’u. Podczas nauki w szkole średniej pracowała na pół etatu, zajmując się zamawianiem filmów dla sieci sklepów zajmujących się ich sprzedażą. Jak sama twierdzi, wiele się wówczas nauczyła o filmach pornograficznych. Zajmowała się dziennikarstwem. By zarobić dodatkowe pieniądze, tańczyła w klubie nocnym w mieście Fort Collins.

### Kariera
Praca w nocnych klubach doprowadziła do spotkania z kelnerką i późniejszą aktorka porno, znaną jako Juli Ashton, z którą przez pewien czas żyła w związku. W 1994, Ireland uległa namowom swojej partnerki i wraz z Ashton wyjechała do Los Angeles, by brać udział w filmach porno.
Wkrótce zaczęła bardzo często pojawiać się w filmach, występując w scenach zawierających seks analny, podwójnej penetracji i lesbijskich. Rzadko jednak występowała w głównych rolach, lecz często obsadzana była w rolach pomocniczych. Wielokrotnie znajdowała się na okładkach magazynów dla dorosłych. W 1995 otrzymała AVN Award w kategorii „najlepsza nowa gwiazdka” i była nominowana w kategorii „najlepsza aktorka drugoplanowa w filmie wideo” za rolę Belle w komedii Western Nights (1994) ze Stevenem St. Croixem. Zajmowała się potem głównie produkcją i reżyserią filmów pornograficznych, występując jako aktorka tylko okazjonalnie. Brała też udział w scenach ekstremalnego seksu analnego włącznie z analnym fistingiem.
W 2000 zdobyła nominację do AVN Award w kategorii „najlepsza aktorka w filmie wideo” za rolę Tawny Love w komedii Timeless (1997) z Tomem Byronem i Markiem Davisem. Jako Margaret w produkcji Raw (2000) z Herschelem Savage’em była nominowana do AVN Award 2001 w kategorii „najlepsza aktorka w filmie wideo”. W 2002 została umieszczona na trzydziestym ósmym miejscu na liście 50. największych gwiazd branży porno wszech czasów przez periodyk Adult Video News. W 2004 otrzymała nominację do Grabby Award w kategorii „najlepszy występ niezwiązany z seksem” w filmie Canvas (2003) jako Janie. W 2006 w rozgłośni Sirius Satellite Radio prowadziła program Playboy Radio. Podpisała również kontrakt na wyłączność z wytwórnią zabawek erotycznych - Pipedream Products.
Zagrała kilka niewielkich ról w produkcjach mainstreamowych, w tym w jednym z odcinków serialu HBO Opowieści z krypty (1994) z Terrym O’Quinnem, Benicio del Toro i Kimberly Williams-Paisley.

## Życie prywatne
We wrześniu 1990 roku wyszła za mąż za Nicholasa A. Evansa, lecz po 13 latach małżeństwa, w 2003 rozwiodła się. W 1996 spotykała się z koszykarzem Michaelem Jordanem. 16 kwietnia 2010 poślubiła brytyjskiego aktora porno Andy’ego Appletona.

## Nagrody
| Rok  | Nagroda                    | Kategoria                                         | Film                       |
| ---- | -------------------------- | ------------------------------------------------- | -------------------------- |
| 1993 | Cutty Sark                 | Tańcząca wykonawczyni roku                        | –                          |
| 1995 | AVN Award                  | Najlepsza nowa gwiazdka                           | –                          |
| 1995 | F.O.X.E. Award             | Jędza                                             | –                          |
| 1995 | NightMoves Award           | Najlepsza wykonawczyni                            | –                          |
| 1996 | F.O.X.E. Award             | Ulubienica fanów                                  | –                          |
| 2002 | Rocky Mtn Oyster           | Hall of Fame (Aleja Sław)                         | –                          |
| 2004 | KSEX Radio                 | Najlepszy głos radiowy                            | –                          |
| 2005 | AVN Award                  | Hall of Fame (Aleja Sław)                         | –                          |
| 2005 | KSEX Radio –               | Najlepszy wgląd w biznesie dla dorosłych          | –                          |
| 2006 | XRCO Award                 | Hall of Fame (Aleja Sław)                         | –                          |
| 2006 | Adam Film World Guide      | Najbardziej skandaliczna seria (reżyseria)        | Twisted as Fuck (2005)     |
| 2006 | Adam Film World Guide      | Najlepszy film (producent)                        | Corruption (2005)          |
| 2006 | CAVR Award                 | Scena roku                                        | Corruption (2005)          |
| 2006 | Beverly Hills Outlook Film | Producent roku                                    | Corruption (2005)          |
| 2006 | Beverly Hills Outlook Film | Artystka roku                                     | Corruption (2005)          |
| 2007 | AVN Award                  | Najlepsza produkcja (producent)                   | Corruption (2005)          |
| 2007 | NightMoves                 | Triple Play Award (reżyseria)                     | Corruption (2005)          |
| 2007 | NightMoves                 | Najlepsza produkcja wg fanów                      | Corruption (2005)          |
| 2008 | XRCO Award                 | MILF                                              | Corruption (2005)          |
| 2008 | AVN Award                  | Najlepsza aktorka drugoplanowa - film             | Layout (2007)              |
| 2008 | AVN Award                  | Najlepsza scena seksu oralnego - film             | Layout (2007)              |
| 2008 | AVN Award                  | Najlepsze dodatki DVD (producent)                 | Upload (producent)         |
| 2008 | AVN Award                  | Najlepsza produkcja (producent)                   | Upload (producent)         |
| 2009 | Nightmoves Award           | Hall of Fame (Aleja Sław)                         | –                          |
| 2009 | Nightmoves Award           | Najlepsza realizacja samych dziewczyn wg redakcji | Violation of Kylie Ireland |
| 2010 | Legends of Erotica         | Hall of Fame (Aleja Sław)                         | –                          |
| 2010 | AVN Award                  | Najlepsza produkcja (producent)                   | The 8th Day (2009)         |
| 2013 | AVN Award                  | Najlepsza reżyseria artystyczna                   | Star Wars XXX (2012)       |
| 2025 | XMA Award                  | Najlepszy kierunek artystyczny                    | Gold Diggers (2024)        |

## Filmografia
| Rok  | Tytuł                                                               | Rola                        | Reżyser         |
| ---- | ------------------------------------------------------------------- | --------------------------- | --------------- |
| 1994 | Opowieści z krypty                                                  | tancerka                    | Ramón Menéndez  |
| 1995 | Dziwne dni (Strange Days)                                           | naćpana patrząca dziewczyna | Kathryn Bigelow |
| 2011 | A Pornstar Is Born                                                  | Carla Simone                | Corey Bishop    |
| 2012 | After Porn Ends (film dokumentalny)                                 | w roli samej siebie         | Bryce Wagoner   |
| 2015 | X-Rated: The Greatest Adult Movies of All Time (film dokumentalny)  | w roli samej siebie         | Bryn Pryor      |
| 2016 | X-Rated 2: The Greatest Adult Stars of All-Time (film dokumentalny) | w roli samej siebie         | Bryn Pryor      |